# Prefecte de l'annona
Prefecte de l'Annona (en llatí Praefectus Annonae) era l'encarregat del proveïment de gra als mercats de Roma, ja fos des de l'interior o de l'exterior del territori de l'Antiga Roma.
Aquesta magistratura no existia sota la República i només es van nomenar aquests prefectes en alguns moments de greu escassetat. La primera vegada va ser l'any 439 aC, després de la primera gran fam del 440 aC, i va exercir el càrrec Luci Minuci Augurí. Va ser nomenat per un any, i l'any següent va ser reelegit per un període indefinit.
Gneu Pompeu va rebre la superintendència dels proveïments per cinc anys, segons Cassi Dió i Ciceró, però va ser més com a mesura més política que per necessitat. August va agafar el mateix càrrec l'any 28 aC, però va determinar que exercirien la magistratura durant un any dues persones que haguessin estat pretors cinc anys abans, i més tard a persones de rang consular, però simultàniament va crear una magistratura a la que va donar el nom de prefecte de l'annona que era un càrrec amb jurisdicció sobre totes les matèries referides al gra i que havia de vetllar per garantir-ne el subministrament. A les seves ordres tenia diversos procuratores a les províncies i a Òstia, i una gran plantilla d'escrivans (tabularii) i superintendents dels magatzems de gra. Aquest funcionari era escollit entre els equites, i no era una de les magistratures ordinàries. El càrrec va subsistir durant tot l'Imperi.